# Babyloniidae
Famille
Synonymes
- Eburninae Swainson, 1840[1]
- Latrunculinae Cossmann, 1901[1]

Les Babyloniidae sont une famille de mollusques gastéropodes.

## Liste des genres
Selon World Register of Marine Species (17 avril 2020) :
- genre Babylonia Schlüter, 1838
- genre Zemiropsis Thiele, 1929

## Galerie

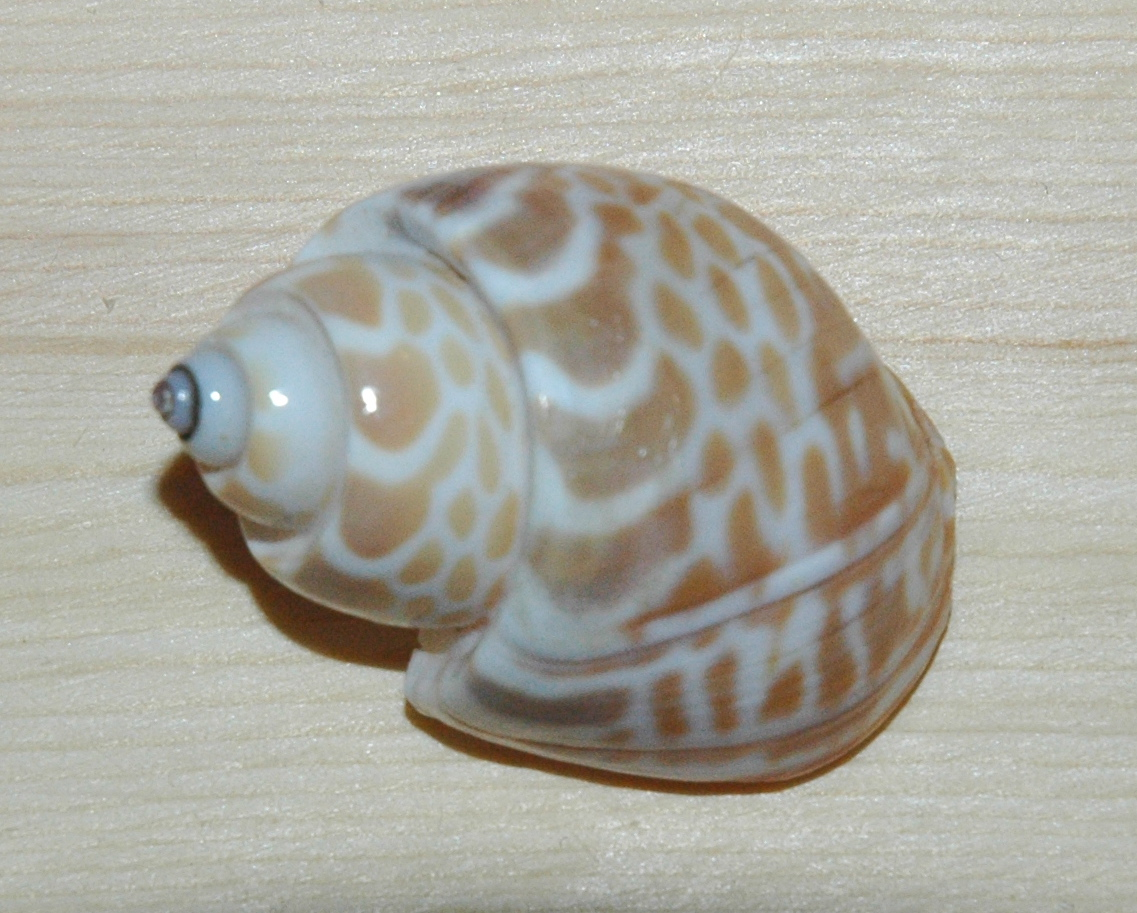
Babylonia spirata.
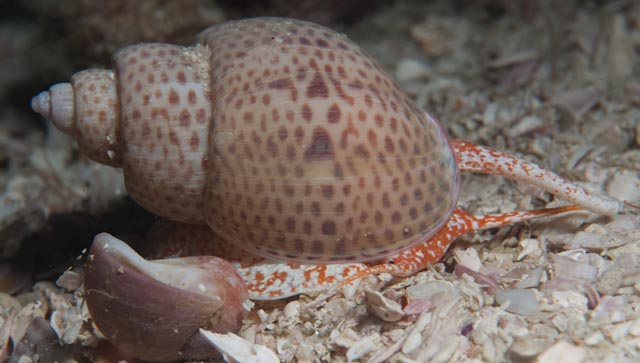
Zemiropsis papillaris.
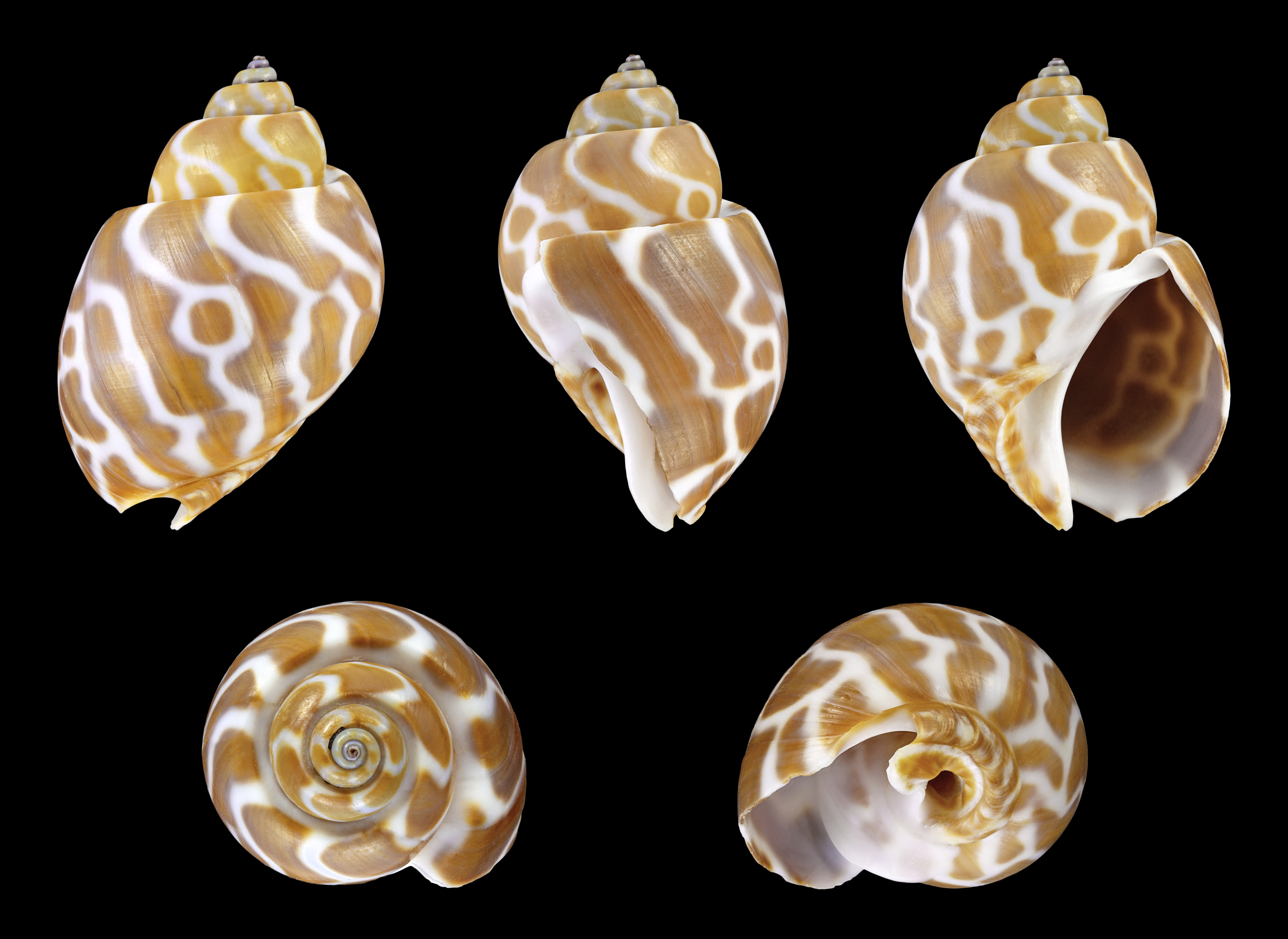
Babylonia spirata, taille 3,9 cm, originaire de la mer de Chine méridionale.